# バザルデュジ山
バザルデュジ山（アゼルバイジャン語: Bazardüzü dağı IPA: [bɑzɑrdyˈzy]、ロシア語: Базардюзю、レズギ語 : Кичlе сув [kiˈtʃʼe suv]）は、ロシアとアゼルバイジャンの国境に位置するコーカサス山脈の山。標高は4466mで、アゼルバイジャンの最高峰である。ロシアの最南端に近い。

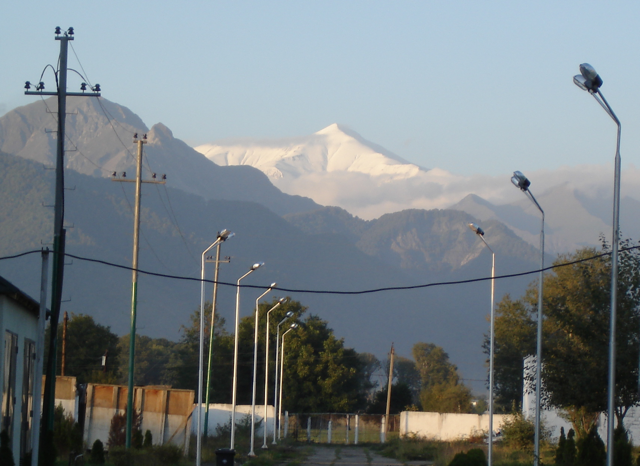
アゼルバイジャンのカバラからバザルデュジ山を仰ぐ